# Bisdom San José del Guaviare
Het bisdom San José del Guaviare (Latijn: Dioecesis Sancti Iosephi a Guaviare) is een rooms-katholiek bisdom met als zetel San José del Guaviare, in Colombia. Het bisdom is suffragaan aan het aartsbisdom Villavicencio. 

## Geschiedenis
Het bisdom werd opgericht op 19 januari 1989, als het apostolisch vicariaat San José del Guaviare, uit delen van de apostolische prefectuur Mitú. Op 29 oktober 1999 werd het verheven tot bisdom, en werd suffragaan aan het aartsbisdom Bogota. Op 3 juli 2004 veranderde het van kerkprovincie en werd suffragaan aan het aartsbisdom Villavicencio. 

## Parochies
Het bisdom had in 2020 een oppervlakte van 42.327 km2 en telde 112.750 inwoners waarvan 94,0% rooms-katholiek was.

## Bisschoppen
- Belarmino Correa Yepes (19 januari 1989 - 17 januari 2006)
- Guillermo Orozco Montoya (17 januari 2006 - 2 februari 2010)
  - José Figueroa Gómez (apostolisch administrator: 2 februari 2010 - 11 maart 2011)
- Francisco Antonio Nieto Súa (2 februari 2011 - 26 juni 2015)
- Nelson Jair Cardona Ramírez (7 mei 2016 - heden)

## Galerij van afbeeldingen

Wapen van het bisdom San José del Guaviare
Kaart van het bisdom San José del Guaviare

Villavicencio (aartsbisdom) · Granada en Colombia · San José del Guaviare